# Бошам-Проктор, Эндрю
Эндрю Фредерик Уэзерби (Энтони) Бошам-Проктор (4 сентября 1894 — 21 июня 1921) — южноафриканский лётчик, участник Первой мировой войны. Одержал 54 победы — лучший результат среди лётчиков ВВС ЮАР. В основном он атаковал самолёты-разведчики и аэростаты, заслужив среди лётчиков стран Содружества славу «убийцы аэростатов».

## Биография
Эндрю Бошам-Проктор некоторое время служил в британском стрелковом полку в Германской Юго-Западной Африке. В марте 1917 года он вновь поступил на службу — на этот раз в Королевский лётный корпус. После завершения обучения на пилота в июле 1917 года он был направлен в 84-ю эскадрилью, а два месяца спустя его часть, получившую самолёты S.E.5a, перебросили во Францию.
Начало карьеры южноафриканского аса не было впечатляющим — он три раза совершал вынужденную посадку и свою первую победу одержал только 3 января 1918 года. Но затем его результаты улучшились.
В течение 1918 года 84-я эскадрилья, которой командовал майор Уильям Шолто Дуглас, стала одной из лучших истребительных эскадрилий в британской авиации, а Бошам-Проктор — одним из лучших её лётчиков: менее чем за год на своём S.E.5a он одержал большое количество побед. Лётчиком-асом он стал уже в конце февраля (требовалось пять побед), а в течение мая записал на свой счёт ещё 11 побед, из которых девять — разведчики Albatros D.V. Начиная с июня, он стал более активно перехватывать вражеские самолёты-разведчики (Rumpler C) и змейковые аэростаты. Последние были весьма опасным объектом атаки, поскольку их прикрывали мощные силы ПВО. В августе он одержал 15 побед, в том числе — пять аэростатов.
8 октября во время пожара на земле Бошам-Проктор получил серьёзное ранение и был отправлен в тыл. 30 октября он был награждён Крестом Виктории.
Среди 54 побед Бошам-Проктора — 16 сбитых самолётов (включая один в группе), 16 самолётов «потеряли управление» (один в группе), три — захваченные самолёты (один в группе), а также 16 сбитых аэростатов (включая три в группе).
Бошам-Проктор погиб в авиакатастрофе — 21 июня 1921 года он разбился на Sopwith Snipe во время подготовки к авиашоу около Лондона. Изначально он был похоронен в Упавоне, Уилтшир, но в августе 1921 года его тело было перевезено в ЮАР.